# Єлизавета Угорська
Єлизавета Угорська (угор. Árpád-házi Erzsébet, 1207, Шарошпатак — 1231, Марбург), також відома як Єлизавета Тюринзька (нім. Elisabeth von Thüringen) або Свята Єлизавета — угорська принцеса, дочка короля Андрія ІІ, дружина ландграфа Людвіга Тюринзького. Тітка Кунегунди Угорської, Йоленти Польської, Маргарити Угорської та Констанції Угорської. Визнається святою в католицькій та протестантській конфесіях.

## Біографія

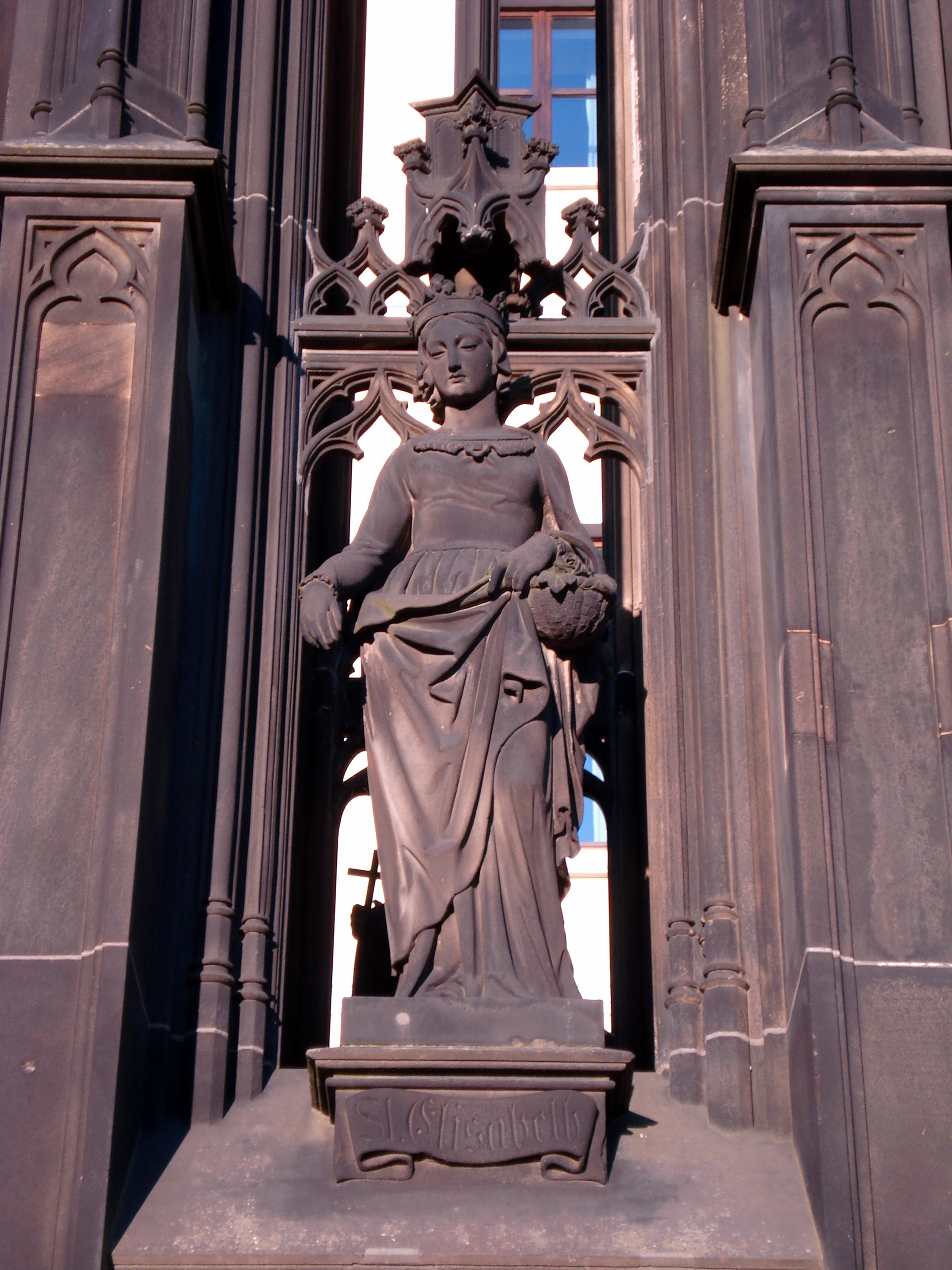
Статуя св. Єлизавети на одному з фонтанів Дрездена

Єлизавета народилася 7 липня 1207 року в замку Шарошпатак в Угорському королівстві. Далматська династія Андексів, з якого походила мати Єлизавети, Гертруда, була однією з найвпливовіших у Європі. Згідно зі звичаями, що панували в Середньовіччі, Єлизавета вже в дитинстві була заручена зі старшим сином Германа І, ландграфа Тюринзького, представника такого ж впливового європейського роду Людовінгів, Германом. Після його передчасної смерті обидва впливові європейські роди вирішили не відмовлятися від ідеї зближення, і Єлизавета була заручена з наступним спадкоємцем Германа І — Людвігом.

Князь Герман Тюринзький помер 1217 року і управління князівством перейняв 17-літній Людвіг IV. 1221 року він побрався з 14-літньою Єлизаветою. Джерела одностайно стверджують, що подружжя було щасливим. Згідно з ними, Людвіг Тюринзький, цілеспрямований і часом навіть безжальний політик, був відданим своїй дружині з вірністю і делікатністю, що вирізнялися на тлі звичаїв його стану. Єлизавета регулярно супроводжувала свого чоловіка в його подорожах, а коли це було неможливо, то зазвичай вбиралася в простий одяг темних тонів.

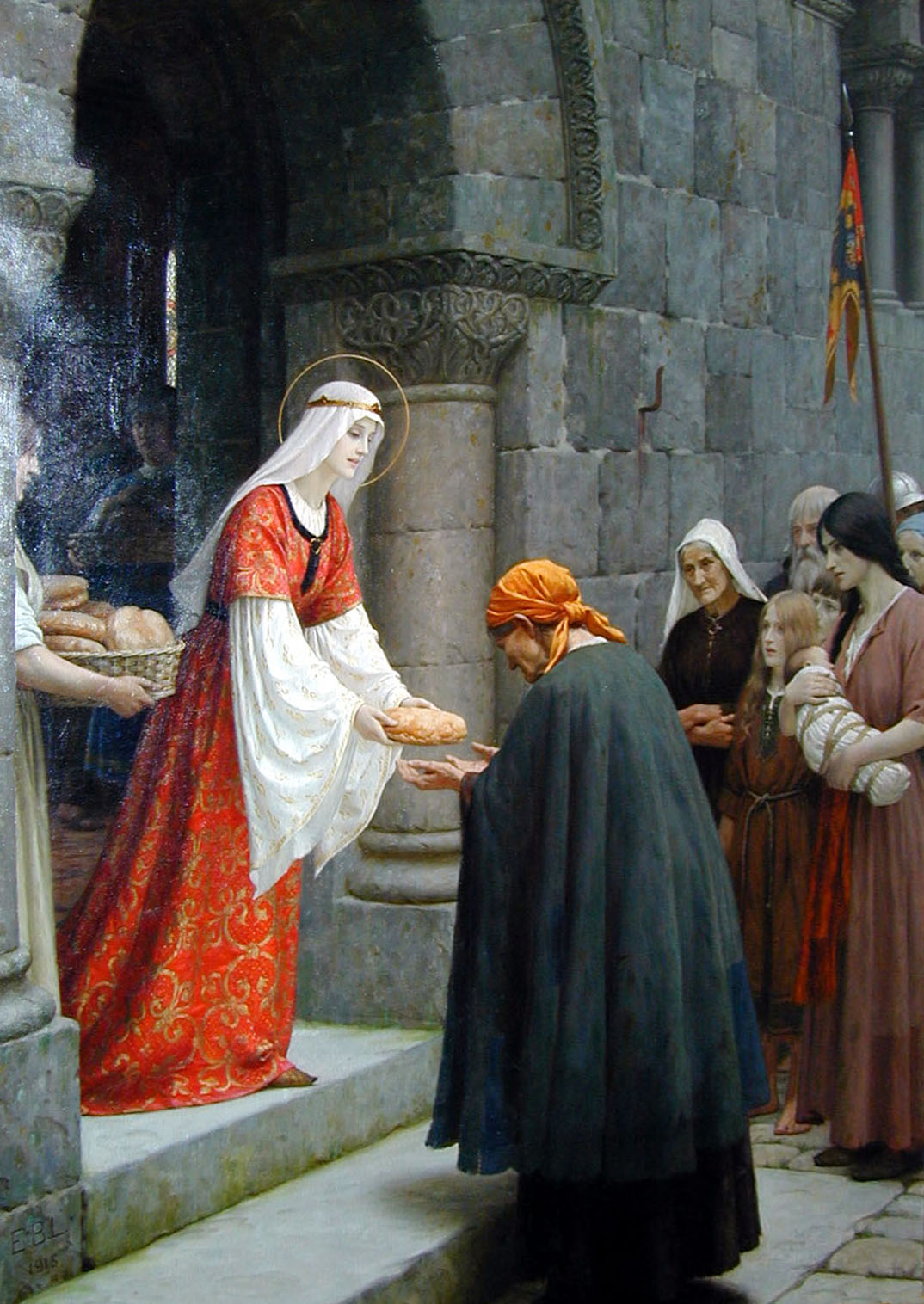
Єлизавета Тюринзька. Картина Едмунда Лейтона (1915)

Її діяльна допомога вбогим і хворим знаходила його підтримку; за свідченням служниць він навіть її до цього заохочував. 1223 року подружжя разом заснувало шпиталь у м. Ґота і щедро обдарувало його маєтками, надходженнями від яких він фінансувався протягом довгого часу. Популярна легенда про диво з трояндами, за якою  Єлизавета Угорська нібито проти виразної волі свого чоловіка сховавши в своєму кошику хліб і несучи його вбогим, несподівано зустрічає свого чоловіка, що вернувся з дороги, і, на його вимогу відкрити кошик, перетворює хліб у троянди, первісно стосувалася Єлизавети Португальської і була приписана Єлизаветі Угорській дещо пізніше. За ранніми свідоцтвами, Людвіг Тюринзький лише намагався обмежити надмірні самобичування і нічні молитви своєї дружини.

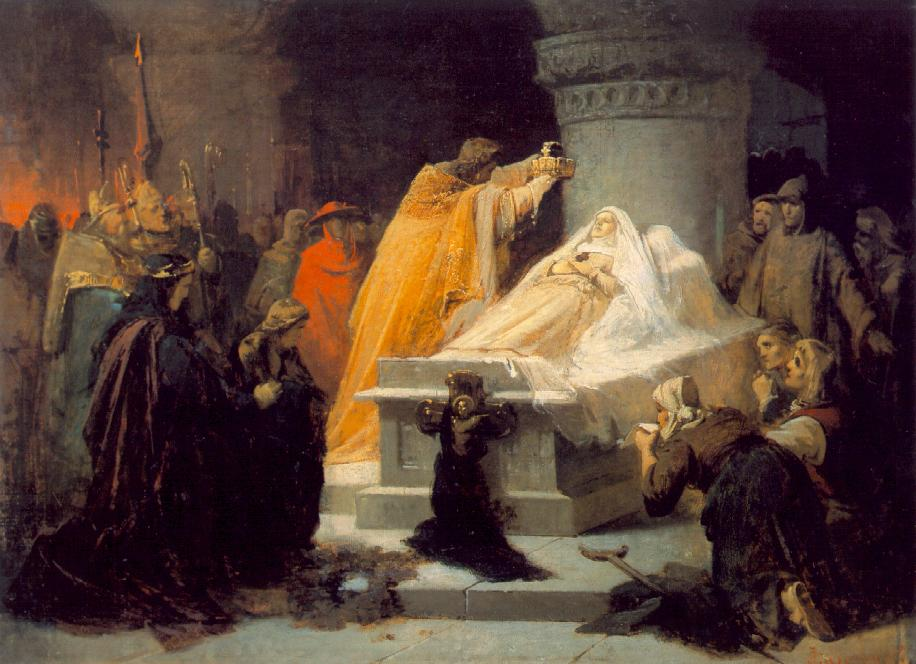
Канонізація Єлизавети у 1235 році. Шандор Ліцен-Маєр (1863)

Від шлюбу Єлизавети і Людвіга Тюринзького народилося троє дітей. Від наймолодших літ Єлизавета відкидала придворні розкоші й натомість постійно займалася справами милосердя — доглядала хворих і прокажених. 1226 року духівником  Єлизавети став відомий проповідник Конрад Марбурзький. З цієї нагоди Єлизавета у присутності свого чоловіка перед вівтарем склала дві обітниці. По-перше, вона пообіцяла слухатися свого духівника, якщо це не обмежуватиме прав ландграфа, а по-друге — постійну чистоту і беззастережний послух своєму духівникові, якщо вона переживе Людвіга
Після смерті чоловіка в 1227 р. вона відійшла від двору, і, як проста й матеріально вбога сестра, стала особисто доглядати за потребуючими. Першим притулком для неї і трьох її дітей стала стайня. 1228 року вона заснувала Марбурзький шпиталь. Згодом вона вступила до ІІІ Чину св. Франциска й повністю присвятила себе служінню вбогим і покинутим. Заробляла на життя працею своїх рук, живучи в лікарні, яку сама побудувала.  Померла на двадцять четвертому році життя, в 1231 році. Чотири роки по тому папа Григорій IX проголосив її святою.

## Родина
Чоловік — Людвіг IV, ландграф Тюринзький
Діти:
- Герман Тюринзький (1222—1241) — пізніше успадкував трон свого батька;
- Софія (1224—1275) — княгиня Гессена;

- Блаженна Гертруда[en] (1227—1297) — згодом (у 21-річному віці), настоятелька монастиря премонстратенок в Альтенберзі при Ветцларі, а 1348 р. проголошена папою Климентом VI блаженною.

## Вшанування пам'яті

### Україна
На честь неї названо Згромадження Сестер Святої Єлизавети в Україні.

## Канонізація
Канонізована в 1235 році. Покровителька францисканських терціаріїв, убогих, мешканців Тюрингії, Згромадження Сестер св. Єлизавети.